# Indicateur d'Eisentraut
Melignomon eisentrauti
Espèce
Statut de conservation UICN

 NT  : Quasi menacé
L'Indicateur d'Eisentraut (Melignomon eisentrauti) est une espèce d'oiseau de la famille des Indicatoridae.
Son nom est attribué au zoologiste allemand Martin Eisentraut (de) (1902–1994).
Son aire dissoute s'étend du sud-est du Sierra Leone au sud-ouest du Cameroun (y compris le sud-ouest de la Côte-d'Ivoire).